# Sud-PTT
 (décembre 2019).
SUD PTT (sigle de Solidaires Unitaires Démocratiques - Postes, Télégraphes et Télécommunications) est une fédération de syndicats locaux français du secteur des activités postales et de télécommunications.
La fédération a historiquement été créée aux PTT, ses statuts ayant été déposés le 28 décembre 1988. Son champ d'action syndical couvre aujourd'hui les deux entreprises issues des PTT, La Poste et France Télécom, puis s'est étendu aux autres entreprises du secteur (filiales, centres d'appels, entreprises concurrentes). SUD PTT est devenu en quelques années la seconde organisation syndicale[réf. nécessaire] à La Poste et à France Télécom.

## Histoire

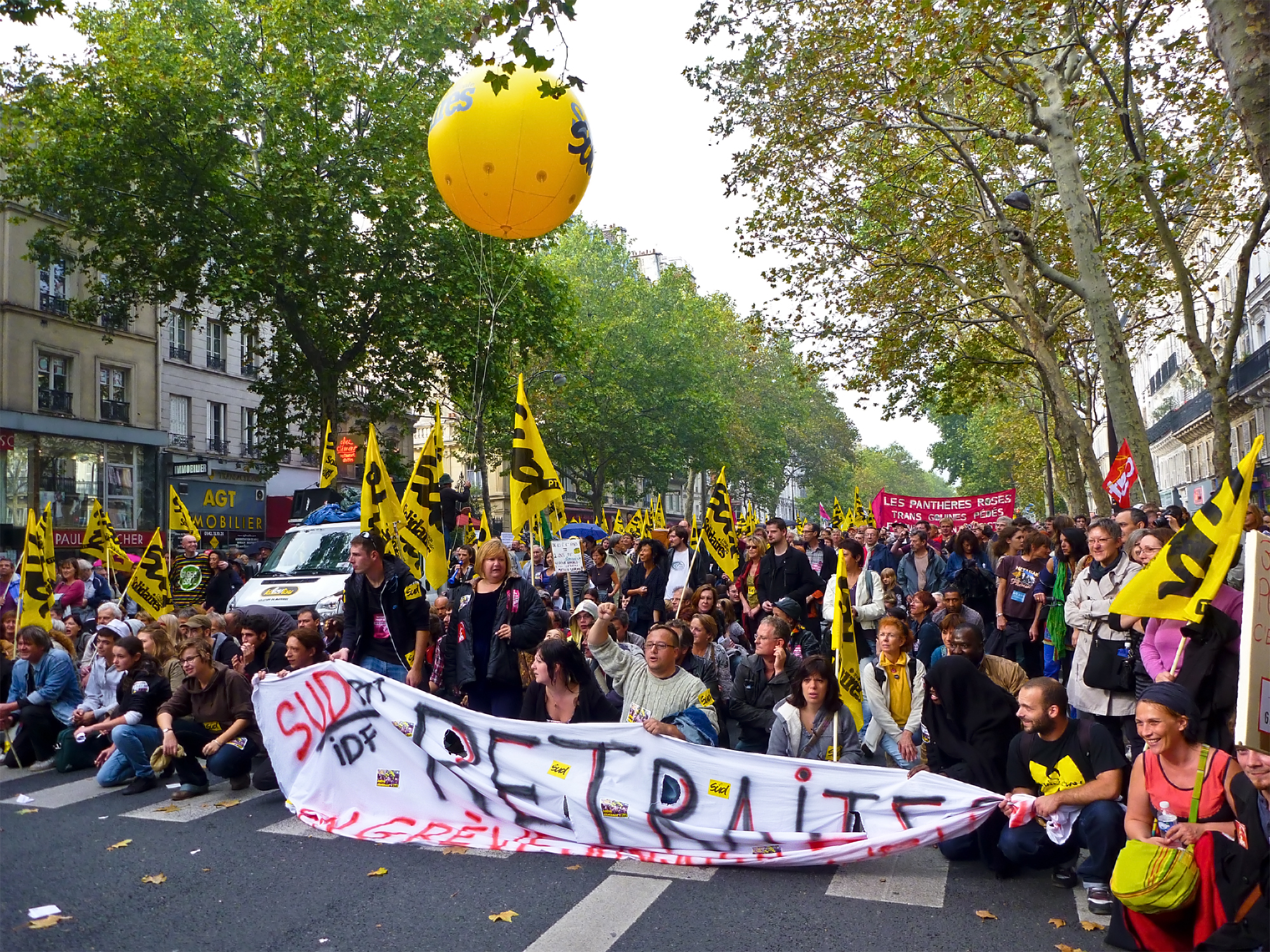
Manifestants sous la bannière de Sud-PTT lors d'une manifestation contre la réforme des retraites en octobre 2010

SUD PTT a été fondé en novembre 1988, à la suite des exclusions de la CFDT de plusieurs syndicats PTT sur l'Île-de-France notamment. Les militants CFDT de la région parisienne s'étant investis dans la coordination des infirmières et ayant soutenu leur longue grève, la fédération Santé Sociaux de la CFDT avait alors démis de leurs mandats des responsables de la Santé en région parisienne. Au même moment, la grève des « camions jaunes » de la Poste avait paralysé le trafic postal, animée par une coordination soutenue par la CFDT PTT Île-de-France. Exclus, les syndicats des PTT Île-de-France forment très rapidement une nouvelle fédération SUD PTT dont la secrétaire générale est Annick Coupé.
« Plus fondamentalement, la CFDT au plus haut niveau a décidé d’apporter son soutien aux « chantiers de modernisation de la Fonction publique » dont la réforme des PTT (qui démarrera en 90) dite réforme Quilès ; un tel soutien nécessite une mise au pas des équipes les plus opposées à cette ligne d’adaptation ! La majorité des militants CFDT-PTT de la région parisienne qui ont été alors sanctionnés décident de créer une nouvelle fédération aux PTT : SUD (Solidaires, Unitaires et Démocratiques). » 
Alors que SUD PTT gagne de plus en plus en influence auprès des agents des PTT, la fédération CFDT-PTT accepte de participer à la réforme des PTT de 1990 qui aboutit à scinder cette administration en deux parties, La Poste et France Télécom.
Lors du congrès de Strasbourg, Edmond Maire a fustigé les « moutons noirs » « ceux qui nuisent à l'organisation en cherchant à la manipuler, à la confisquer au service de leurs stratégies politiques ». Selon Alain Gautheron, ces militants, « organisés dans l'extrême gauche,... pratiquaient l'entrisme au sein de la CFDT jusqu'à prendre la direction de structures dont celle de la CFDT PTT d'Ile-de-France ». La création de SUD PTT n'a ainsi, selon le militant syndicaliste rien d'une « révolte spontanée », mais résulte d'une stratégie politique opposée à celle des dirigeants de la CFDT. Parmi les fondateurs du nouveau syndicat, Annick Coupé et Christophe Aguiton, issus de la Ligue communiste révolutionnaire, jouent un rôle de premier plan.
Au début de novembre 1988, la section du centre de tri de Lille, l'union régionale interprofessionnelle d'Île-de-France, dirigée par Annick Coupé, et la majorité des syndicats de la région parisienne sont mis sous tutelle et leurs délégués syndicaux destitués. Ils créent SUD PTT dans les semaines qui suivent. Le sigle, qui veut dire « Solidaires Unitaires Démocratiques », est l'idée d'un militant toulousain.
Lors des élections professionnelles (désignation des commissions administratives paritaires) du 15 mars 1989, SUD obtient presque 5 % des voix bien qu'absent de nombreux centres en provinces avec des pointes à 45 % aux centres de tri de Créteil et d'Issy-les-Moulineaux. C'est un succès et plusieurs équipes en délicatesse avec leur fédération nationale, la rejoindront. SUD PTT rejoint par ailleurs le Groupe des Dix.
Le premier congrès de SUD PTT a eu lieu du 19 au 22 septembre 1989. Il se donne des orientations originales par rapport aux autres syndicats : « Le syndicat n'a pas le monopole de l'impulsion de l'action ni de sa représentation. Il n'est qu'un des éléments d'un collectif dont les décisions reposent avant tout sur les travailleurs ». SUD affirme son soutien aux coordinations de grève, popularisées par les mouvements des 1986 (étudiants, cheminots), puis des infirmières et donc aux PTT. Ils reçoivent le soutien d'Eugène Descamps, l'un des pères de la CFDT, qui fut secrétaire général jusqu'à l'arrivée d'Edmond Maire en 1971 : « Vous avez dérangé l'ordre des choses… on le pardonne difficilement ».
SUD PTT combat le projet de loi voulu par le ministre Paul Quilès, finalement voté le 2 juillet 1990 qui scinde les PTT en deux entités. Entravé dans son développement par des obstacles juridiques contre les nouveaux venus, SUD obtiendra finalement gain de cause en Conseil d'État le 2 juillet 1993. Cette décision leur ouvrira un meilleur accès au droit syndical (qui depuis 1974 est trois fois plus avantageux que le standard de la fonction publique[réf. nécessaire]).
En octobre 1993, de nombreux mouvements ont lieu contre la gestion du personnel impliquée par la loi Quilès. Aux élections professionnelles, SUD rassemble 12 % des voix à La Poste et 22 % à France Télécom, profitant de la forte opposition du personnel au projet d'introduction en Bourse qui se concrétisera en 1997.
En décembre 1995, SUD est en première ligne dans le combat contre la réforme d'Alain Juppé. L'étiquette SUD est adoptée par des militants d'autres secteurs.
En 1996, SUD soutient le « mouvement des sans-papiers », en hébergeant même dans ses locaux, ce qui fera débat au sein même du 4e congrès, en décembre, à Forges-les-Eaux. Malgré SUD, le changement de statut de France Télécom est voté en 1996 ; l'ouverture du capital prévue en juin 1997 est reportée pour cause d'élections, mais malgré l'engagement de Lionel Jospin, la gauche commence la privatisation en octobre 1997. Aux élections professionnelles de 1997, SUD rassemble 16 % des voix à La Poste et 26 % à France Télécom.
Le syndicat en 2009 est membre fondateur du Comité national contre la privatisation de La Poste.

## Les spécificités de SUD PTT
Cette section est promotionnelle ou publicitaire (mars 2021). Considérez son contenu avec précaution et/ou discutez-en.
SUD PTT a, dès sa fondation, mis l'accent sur la nécessité de renouveler la démocratie syndicale et le rapport aux salariés. SUD est ainsi favorable aux différentes formes de démocratie directe pendant les mouvements sociaux (assemblées générales souveraines, coordinations, etc.). Dans son fonctionnement interne, SUD PTT a également choisi de limiter la durée du mandat de ses permanents[Interprétation personnelle ?].
SUD PTT a un positionnement original dans son rapport aux autres mouvements sociaux en participant à des structures larges et des réseaux émergents. SUD PTT participe ainsi à la création d'AC ! (Agir ensemble contre le chômage !), puis est membre fondateur de l'association altermondialiste Attac (Association pour la taxation des transactions financières et l'aide aux citoyens).
SUD PTT est membre de l'Union syndicale Solidaires.
L'exemple des fondateurs de SUD PTT inspire des cheminots de la CFDT à la suite des grèves de 1995, qui développent SUD Rail. L'Union syndicale Solidaires prend alors son envol.
En juin 2001, la fédération SUD revendique environ 15 000 adhérents (contre 1843 au 1er janvier 1990, 5847 au 1er janvier 1996, 10946 au 1er janvier 1998).
En 2005, SUD est la deuxième organisation à La Poste et à France Télécom (27 % des voix).

## Résultats électoraux
En 2007, le syndicat SUD obtient 22,02 % (+1 point) des suffrages aux élections professionnelles de la Poste et reste deuxième syndicat en nombre de voix quand le premier, la CGT, passe de 34,81 % à 32,74 % (-2,07 points).
Lors des élections professionnelles de 2014 SUD PTT subit un revers important en perdant sa deuxième place au profit de la CFDT. Elle redescend à 20 % des voix tandis que la CGT demeure la première organisation syndicale.